# Fase luteínica

Ciclo menstrual

A fase luteínica ou fase lútea é a última fase do ciclo menstrual, nos humanos e alguns animais, ou do ciclo estral nos restantes mamíferos placentários. tem início com a formação do corpo lúteo e termina com a gravidez ou luteólise, dependendo se ocorre ou não fertilização. A principal hormona associada a este estágio é a progesterona, que aumenta substancialmente durante a fase luteínica em comparação com as restantes fases do ciclo.  Algumas fontes definem o fim da fase luteínica como distinção da fase isquêmica.

## Ocorrências hormonais
Depois da ovulação, as hormonas folículo-estimulante e luteinizante fazem com que os resquícios do folículo dominante se transformem no corpo lúteo. Este corpo continua a crescer algum tempo depois da ovulação e produz quantidades abundantes de hormonas, sobretudo progesterona, e, em menores quantidades, estrogénio. A progresterona desempenha um papel fundamental ao fazer com que o endométrio se torne receptivo à nidação do blastocisto e capaz de suportar os primeiros estágios da gravidez, fazendo também com que aumente a temperatura corporal basal da mulher.
Vários dias após a ovulação, a quantidade de estrogénio produzida pelo corpo lúteo pode dar origem a um ou dois dias de muco cervical fértil, temperaturas corporais basais mais baixas, ou ambos. As hormonas produzidas pelo corpo lúteo também restringem a produção de FSH e LH de que o corpo lúteo precisa para sobreviver. Ao fim de algum tempo de níveis baixos destas hormonas, o corpo lúteo atrofia e morre. A sua morte faz com que os níveis de progesterona e estrogénio caiam abruptamente, o que leva ao aumento dos níveis de FSH, que começa a recrutar folículos para dar início ao novo ciclo. As quebras contínuas nos níveis de estrogénio e progesterona fazem com que ocorra a menstruação, terminando assim a fase luteínica e marcando o início do próximo ciclo.
A duração média da fase luteínica nos humanos é de catorze dias. Uma duração entre dez e dezasseis dias é considerada normal, embora fases luteínicas que ocorram em menos de doze dias fazem com que seja difícil obter uma gravidez. Embora a duração desta fase varie significativamente de mulher para mulher, em cada mulher individualmente a duração é bastante consistente de ciclo para ciclo.
A perda do corpo lúteo pode ser impedida pela nidação de um embrião que, no caso dos humanos, produz gonadotrofina coriónica humana (hCG). A hCG apresenta uma estrutura semelhante à LH e é capaz de conservar o corpo lúteo.  Uma vez que esta hormona é exclusiva do embrião, a maior parte dos testes de gravidez detectam a presença de hCG. Caso ocorra a nidação, o corpo lúteo continua a produzir progesterona por mais oito a doze semanas, ao fim das quais é substituído nesta função pela placenta.

## Defeitos na fase lútea
Os defeitos na fase lútea (LPD) ocorrem quando esta fase dura menos do que o normal, ou quando os níveis de progesterona durante a fase se encontram abaixo do esperado, ou ambos. Acredita-se que estes defeitos possam interferir com a nidação dos embriões. O método de amenorreia lactacional de planeamento familiar actua fundamentalmente na prevenção da ovulação, mas é também conhecido como causa de LPD.